# Christoph Weidlich
Christoph Weidlich (* 17. Juli 1713 in Schafstädt; † 18. Mai 1794 in Halle an der Saale) war ein deutscher Rechtsanwalt und Verfasser von Juristenbiographien.

## Leben
Weidlich studierte Rechtswissenschaften in Leipzig. Er arbeitete ab 1739 als Rechtsanwalt zunächst in Weißenfels, dann in Merseburg,  in seiner Heimatstadt  Schafstädt und schließlich ab 1765 in Halle an der Saale. Dort wurde er 1781 Justizkommissar und Notar. 1794 verstarb er.
Weidlichs Bedeutung beruht auf seinen biographischen Schriften, die er auf Anregung von Daniel Nettelbladt verfasste. Sein Hauptwerk sind die Biographischen Nachrichten von den jetztlebenden Rechtsgelehrten in Teutschland , die er zunächst in drei Teilen von 1781 bis 1783 publizierte. 1785 erschien ein abschließender vierter Teil, der auch Nachträge zu den bereits veröffentlichten Biographien enthielt. Seine Schilderungen zu Leben und Wirken zeitgenössischer Rechtswissenschaftler des 18. Jahrhunderts versah er jeweils mit ausführlichen Werkverzeichnissen.
Befreundet war Weidlich mit dem fast gleichaltrigen Juristen Johann Friedrich Jugler, der ebenfalls Biographien von Rechtswissenschaftlern publizierte. 

## Werke (Auswahl)
- Geschichte der jetztlebenden Rechts-Gelehrten in Teutschland, und zum Theil auch ausser demselben, als ein Rechts-Gelehrten-Lexicon in alphabetischer Ordnung, nebst einer hierzu dienlichen Vorrede, Schubarth, Merseburg 1748.
- Zuverläßige Nachrichten von den jetztlebenden Rechtsgelehrten, Kümmel, Halle 1755–1766.
- Biographische Nachrichten von den jetztlebenden Rechtsgelehrten in Teutschland, Hemmerde, Halle 1781 bis 1785.
- Vollständiges Verzeichniß aller auf der Königlich Preußischen Friedrichs-Universität zu Halle seit ihrer Stiftung bis auf den heutigen Tag herausgekommener juristischen Disputationen und Programmen mit einigen litterarischen Anmerkungen, Hendel, Halle 1789.